# Perspektywa trzeciej osoby

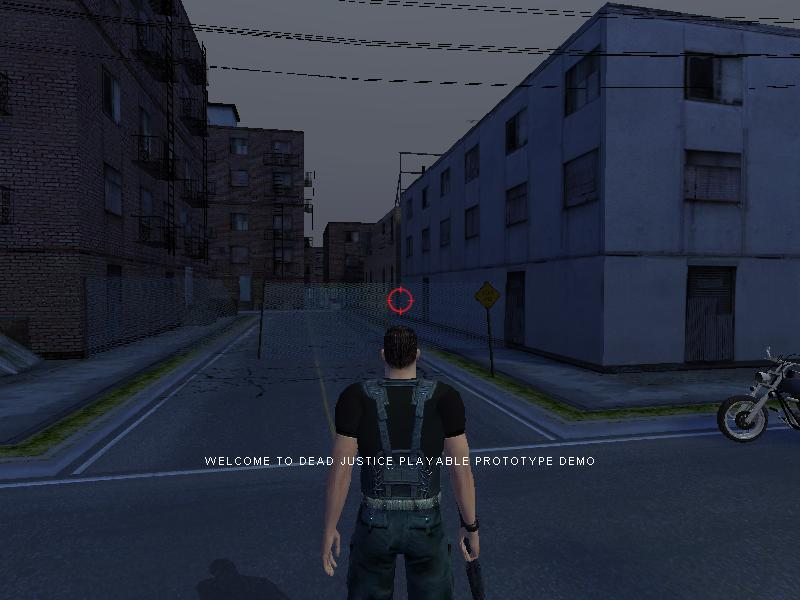
Zrzut ekranu ze strzelanki trzecioosobowej Dead Justice z perspektywą trzeciej osoby.

Perspektywa trzeciej osoby (w skrócie TPP, z ang. third-person perspective) – określenie perspektywy graficznej w grach komputerowych (zwykle o grafice trójwymiarowej), w których gracz obserwuje świat przedstawiony zza pleców kierowanej postaci. Ustawienie takie umożliwia graczowi obserwowanie otoczenia, postaci i jej działań. W wielu grach, np. RDR2 i GTA V, istnieje możliwość wyboru pomiędzy perspektywą pierwszoosobową a trzecioosobową.